# Blentarp
Blentarp – miejscowość (tätort) w Szwecji, w regionie administracyjnym (län) Skania, w gminie Sjöbo.
Według danych Szwedzkiego Urzędu Statystycznego liczba ludności wyniosła: 1452 (31 grudnia 2015), 1461 (31 grudnia 2018) i 1508 (31 grudnia 2019).